# 我眼中的風景
《我眼中的風景》（僕の見ている風景）是嵐的第12枚專輯，第9枚原創專輯。於2010年8月4日發行。唱片公司為J Storm。

## 简介
- 與上一張專輯《1999-2009 完全精選!》相距約1年。與上一張2008年的原創專輯《Dream "A" live》則相距2年4個月。
- 此專輯的理念是「沒有變化的變化」，且專輯的名稱首次全部以日語表記。
- 收錄第27張單曲《Everything》至第30張單曲《Monster》的4首A面曲，2010年1月所出演的SP電視劇《最後的約束》的主題曲，以及團員5人各自的solo曲...等，共20首曲目。此外，各單曲的B面曲，以及2010年7月發售的第31張單曲『To be free』並無收錄在其中。
- 分初回限定盤、通常盤2種版本，初回限定盤附贈豪華歌詞本（60頁）且採用特殊包裝式樣，通常盤則附贈歌詞本（36頁），但兩種版本CD所收錄的曲目相同，皆為20曲。
- 日本航空自7月開始採用movin' on作為廣告形象曲，並於9月5日開始，國內線部分航班（東京－札幌、東京－大阪、東京－福岡），投入特別彩繪機「JAL嵐JET」，機身印有五人的合照，以及的字樣，預計營運到2011年1月。
- 9月27日開始，日本航空將在機內販售此張專輯的JAL特別版，預計在羽田－新千歳、羽田－伊丹、羽田－福岡、羽田－那霸，4條航線限定販售。
- 10月12日，為紀念此張專輯銷售突破百萬張，在尚未開幕的羽田機場新國際線航空站舉辦慶祝活動。10月16日大野智、相葉雅紀、松本潤三人，出席羽田機場新國際線航空站開幕典禮，慶祝國際線新航站開業（10月21日開業、營運開始），並參加剪綵儀式。
- 紀念百萬專輯，10月下旬開始「JAL嵐Million JET」新塗裝彩繪機（「JAL嵐JET」彩繪機再加上Million紀念的徽章），就航於東京－大阪、札幌、福岡三條航線。

### 主要紀錄
- 根據日本公信榜，首日銷售即達27.5萬張，超越去年《1999-2009 完全精選!》的首日銷售26.1萬張，一週內銷售達73.1萬張。
- 截至2010年10月18日日本公信榜，累積銷售100.8萬張，突破100萬張，也是日本2010年的唯一一張百萬專輯。

## 收錄曲

### Disc 1
1. movin' on
（作詞：みうらともかず、小川貴史　Rap詞：櫻井翔　作曲：Dr Hardcastle、Dice Taylor、youwhich　編曲：youwhich）
日本航空「感謝を行動に」篇　廣告歌曲JAL「JALわくわくアロハ計画2010」編 CMソング
2. 向上吧(マダ上ヲ)
（作詞：小川貴史、HYDRANT　Rap詞：櫻井翔　作曲：Dapo Torimiro、Drew Ryan Scott　編曲：吉岡たく、佐々木博文）
3. 反覆(リフレイン)
（作詞・作曲・編曲：R.P.P）
4. Troublemaker
（作詞：H.Suzuki　作曲：Masashi Ohtsuki　編曲：ha-j）
29th單曲。TBS電視台系『特上カバチ!!』主題歌
5. T.A.B.O.O 
（作詞・作曲・編曲：100db　Rap詞：櫻井翔）
櫻井翔solo
6. 馬戲團(サーカス)（作詞：Soluna　作曲：iiiSAK、HYDRANT　編曲：youwhich）
7. 禮物(ギフト)（作詞・作曲：作田雅弥　編曲：ha-j）
8. Everything
（作詞：100+　作曲：Shingo Asari　編曲：ISB）
27th單曲。au（KDDI）「假如我們不是嵐。與去年不同的夏天」廣告歌曲
9. Come back to me
（作詞・作曲：Shigeo　編曲：Shigeo、吉岡たく）
松本潤solo
10. My Girl(マイガール)
（作詞：Wonderland　作曲：多田慎也　編曲：Naoki-T）
28th單曲。朝日電視台系連續劇『我的乖乖女 ~My Girl~』主題歌
11. Magical Song
（作詞：youth case　作曲：Fredrik"Figge"Bostrom、Martin Ankelius　編曲：佐々木博史、Martin Ankelius）
相葉雅紀solo
12. let me down
（作詞・作曲・編曲：田中直　Rap詞：櫻井翔）

### Disc 2
1. Monster
（作詞：UNITe、Sean-D　作曲：CHI-MEY　編曲：吉岡たく、佐々木博史）
30th單曲。日本電視台系週六晚間九點連續劇『怪物王子』主題歌
2. Don't stop
（作詞：伊那村さちこ　作曲：三留一純　編曲：佐々木博史）
3. 在寂靜的夜晚裡(静かな夜に)
（作詞：R.P.P.　作曲：Dr Hardcastle、youth case　編曲：Dr Hardcastle）
大野智solo
4. 前往迎接(むかえに行くよ)
（作詞・作曲・編曲：マシコタツロウ）
5. 1992*4##111
（作詞・作曲：二宮和也　編曲：ha-j、二宮和也）
二宮和也solo
6. 天空那麼高(空高く)
（作詞：Sean-D　Rap詞：櫻井翔　作曲：Yuichi Yagi　編曲：Hisashi Nawata）
富士電視台系單發電視劇『最後的約定』主題歌
7. kagerô
（作詞：Soluna　作曲：小林建樹　編曲：ha-j）
8. Summer Splash!
（作詞・作曲・編曲：The仙台セピア　Rap詞：櫻井翔）
日本航空「JALわくわくアロハ計画2010」篇　廣告歌曲